# Tính lỏng của màng
Trong sinh học, thuật ngữ tính lỏng của màng đề cập đến độ nhớt của lớp kép lipid của màng tế bào hoặc màng lipid tổng hợp. Khả năng lipid "đóng chặt" có thể ảnh hưởng đến tính lỏng của màng. Độ nhớt của màng cũng có thể ảnh hưởng đến sự quay và khuếch tán của các protein và các phân tử sinh học khác qua màng tế bào, do đó ảnh hưởng đến chức năng của các phân tử này.

## Các yếu tố ảnh hưởng
Tính lỏng của màng có thể bị ảnh hưởng bởi một số yếu tố. Một cách đơn giản giúp tăng tính lỏng của màng là làm nóng màng. Lipid thu được năng lượng nhiệt khi chúng được làm nóng lên; lipid giàu năng lượng này sẽ di chuyển xung quanh nhiều hơn, sắp xếp một cách ngẫu nhiên, làm cho màng trở nên lỏng hơn. Ở nhiệt độ thấp, các lipid sẽ ken chặt với nhau và sắp xếp có trật tự trong màng tế bào, và các chuỗi lipid chủ yếu là có dạng trans và "đóng chặt" với nhau.
Thành phần của màng cũng có thể ảnh hưởng đến tính lỏng của nó. Các phospholipid màng kết hợp các axit béo với chiều dài và độ bão hòa khác nhau. Lipid có chuỗi ngắn hơn thì ít "cứng" và ít nhớt hơn vì chúng dễ bị thay đổi về động năng do kích thước phân tử nhỏ và chúng cũng có diện tích bề mặt ít hơn để thiết lập tương tác van der Waals ổn định với các chuỗi kỵ nước lân cận. Các chuỗi lipid với liên kết đôi carbon-carbon (không bão hòa) thì lỏng hơn so với các lipid bão hòa với hydro (tức là chỉ có các liên kết đơn). Ở cấp độ phân tử, các liên kết đôi không bão hòa làm cho các chất béo khó "đóng chặt" lại với nhau do có những chỗ "bẻ gập" so với các chuỗi hydrocarbon thẳng khác. Màng được làm bằng chất béo như vậy có điểm nóng chảy thấp hơn: cần ít năng lượng nhiệt hơn để đạt được cùng mức độ lỏng như màng được tạo ra bằng lipid có chuỗi bão hòa. Tích hợp các chất béo đặc biệt, chẳng hạn như sphingomyelin, vào màng lipid tổng hợp thì sẽ làm cứng màng. Các màng này có thể được mô tả là "trạng thái kính, tức là, cứng nhắc nhưng không có trật tự tinh thể".
Cholesterol hoạt động như một chất làm ổn định tính lỏng của màng vì ở nhiệt độ cao, nó "làm cứng" màng và làm tăng điểm nóng chảy của nó, trong khi ở nhiệt độ thấp, chúng sẽ xen kẽ giữa các phospholipid và ngăn chúng tụ lại với nhau và cứng lại. Một số loại thuốc, ví dụ: Losartan, cũng được biết là làm thay đổi độ nhớt của màng. Một cách khác để thay đổi tính lỏng của màng là thay đổi áp suất. Trong phòng thí nghiệm, các màng kép hoặc đơn lipid có thể được nâng đỡ nhân tạo. Trong những thí nghiệm như vậy, người ta vẫn có thể nói về tính lỏng của màng tế bào. Những màng này được "đỡ" bởi một bề mặt phẳng, ví dụ: đáy dưới cùng của một hộp. Tính lỏng của các màng này có thể được kiểm soát bởi áp lực bên được áp dụng, ví dụ: bởi các thành bên của một hộp.